# Censo de la Sal
El Censo de la Sal es un listado oficial de con el número de vecinos y pueblos existentes en 1631 en los territorios peninsulares de la Corona de Castilla mandado realizar por el rey Felipe IV para implantar un nuevo sistema impositivo sobre el estanco de la sal.

## Historia

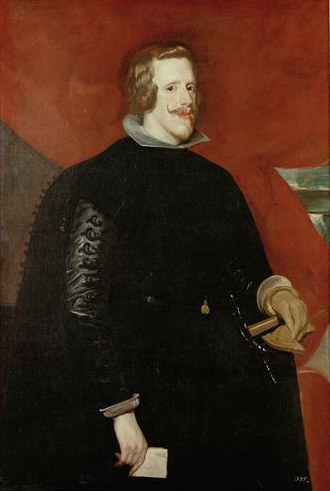
Felipe IV, promotor del censo retratado por Velázquez (1632)

El 3 de enero de 1631, el rey Felipe IV emitió una Real Cédula para implantar un nuevo sistema impositivo sobre el estanco de la sal, un producto esencial para la economía castellana. La decisión fue tomada con el fin de regular y aumentar los ingresos del Estado, y su ejecución correspondió a los corregidores de cada partido salinero, quienes se encargaron de recopilar información sobre la producción y distribución de la sal en sus respectivas regiones.
El censo comenzó y sus investigaciones se extendieron durante todo 1631 y sus datos fueron enviados al Consejo de la Sal, que centralizó la información sobre las salinas y sus poblaciones. A diferencia de otros censos de la época, este tomó como base territorial las circunscripciones salineras, lo que permitió un mapa fiscal específico de la producción de sal en Castilla. Los datos recopilados no solo cubrían la cantidad de sal producida, sino también detalles sobre los habitantes que vivían en las cercanías de las salinas y los recursos disponibles en cada región.
En 1985, el Instituto Nacional de Estadística publicó la transcripción del censo, que hoy está disponible en su archivo digital.